# Гай, Антонина Фёдоровна
Антонина Фёдоровна Гай — советская певица (меццо-сопрано) и музыкальный педагог. Заслуженный артист РСФСР.
Ученица Нины Дорлиак.
Работала в оперных театрах Челябинска, Новосибирска, Ленинграда. С 1963 года солистка Ярославской филармонии. Дипломант Всесоюзного конкурса вокалистов. Преподавала в Ярославском театральном училище.